# 1966-os finn labdarúgó-bajnokság (első osztály)
Az 1966-os finn labdarúgó-bajnokság (Mestaruussarja) a finn labdarúgó-bajnokság legmagasabb osztályának harminchatodik alkalommal megrendezett bajnoki éve volt. A pontvadászat 12 csapat részvételével zajlott. A bajnokságot a KuPS Kuopio csapata nyerte.  

## Bajnokság végeredménye
| #  | Csapat               | M  | Gy | D | V  | RG | KG | Pont |
| -- | -------------------- | -- | -- | - | -- | -- | -- | ---- |
| 1  | KuPS Kuopio (B)      | 22 | 12 | 5 | 5  | 41 | 23 | 29   |
| 2  | HJK Helsinki         | 22 | 10 | 7 | 5  | 46 | 30 | 27   |
| 3  | Haka Valkeakoski     | 22 | 10 | 4 | 8  | 40 | 29 | 24   |
| 4  | MP Mikkeli           | 22 | 9  | 6 | 7  | 36 | 33 | 24   |
| 5  | Reipas Lahti         | 22 | 8  | 6 | 8  | 34 | 37 | 22   |
| 6  | KTP Kotka            | 22 | 11 | 0 | 11 | 46 | 52 | 22   |
| 7  | TPS Turku            | 22 | 6  | 9 | 7  | 38 | 40 | 21   |
| 8  | Ilves-Kissat Tampere | 22 | 8  | 5 | 9  | 27 | 29 | 21   |
| 9  | VPS Vaasa            | 22 | 9  | 2 | 11 | 28 | 40 | 20   |
| 10 | HIFK Helsinki (K)    | 22 | 6  | 7 | 9  | 30 | 33 | 19   |
| 11 | GBK Kokkola (K)      | 22 | 8  | 2 | 12 | 26 | 36 | 18   |
| 12 | OTP Oulu (K)         | 22 | 7  | 3 | 12 | 31 | 41 | 17   |

## Külső hivatkozások
- Hivatalos honlap (finnül)
- Finnország – Az első osztály tabelláinak listája az RSSSF-en (angolul)